# Health Care Service Corporation
Die Health Care Service Corporation (HCSC), eine Mutual Legal Reserve Company, ist eine Krankenversicherung auf Gegenseitigkeit in den USA. Die HCSC hieß früher Hospital Service Corporation und wurde 1975 in Health Care Service Corporation umbenannt. Das Unternehmen wurde 1936 gegründet, hat seinen Sitz in Chicago und verfügt über ein Netzwerk von Niederlassungen in den USA. Die Health Care Service Corporation ist Lizenznehmerin der Blue Cross and Blue Shield Association für fünf Bundesstaaten.
Die Geschäftstätigkeit konzentriert sich auf Illinois, Montana, New Mexico, Oklahoma und Texas.
HCSC ist der fünftgrößte Krankenversicherer in den USA und beschäftigt mehr als 35.000 Mitarbeiter. 2019 galt er als drittgrößter privater Krankenversicherer in den Vereinigten Staaten. Er betreut fast 16 Millionen Mitglieder und knapp 23 Millionen Kunden. HCSC bietet Gruppenlebens-, Berufsunfähigkeits- und Zahnversicherungen sowie eine Reihe weiterer individueller Versicherungen an. Das Unternehmen stellt außerdem verschiedene Angebote für Pflegemanagement und Wellness bereit.

## Geschichte
HCSC wurde 1936 gegründet und begann erstmals, beruhigende Gesundheitsfürsorge anzubieten. Das Unternehmen wurde von Visionären gegründet, die mithilfe der Modelle von Blue Cross und Blue Shield Lösungen für einen erschwinglichen Zugang zur Gesundheitsfürsorge anbieten wollten.
Der Blue-Cross-Plan für Krankenhausleistungen und der Blue-Shield-Plan für ärztliche Leistungen wurden bis 1975 getrennt betrieben und dann zur Health Care Service Corporation zusammengelegt.
Bis 1982 wurden auch alle kleineren Blue-Cross-Pläne in Illinois mit dem in Chicago ansässigen Plan zusammengelegt und das Unternehmen firmierte als Blue Cross and Blue Shield of Illinois.
Blue Cross und Blue Shield of Texas schlossen sich 1998 HCSC an.
Blue Cross und Blue Shield of New Mexico schlossen sich 2001 HCSC an.
2005 schlossen sich Blue Cross und Blue Shield of Oklahoma HCSC an.
Im Jahr 2013 schlossen sich Blue Cross und Blue Shield of Montana der HCSC an.

## Marken
HCSC-Partner und Tochtergesellschaften wie Dearborn National, TMG Health und Medecision bieten Lösungen für Gruppenlebens-, Invaliditäts- und Zahnversicherungen sowie eine Reihe anderer individueller Lösungen an.